# محمد شعبان برکات
محمد شعبان برکات (انگلیسی: Mohammed Shaaban؛ زادهٔ ۱ سپتامبر ۱۹۹۳) یک ورزشکار است.